# Horror Infernal
Horror Infernal (Alternativtitel: Feuertanz, Originaltitel Inferno, zu Deutsch Hölle) ist ein italienischer Horrorfilm von Dario Argento aus dem Jahr 1980. Es ist der zweite Teil von Argentos „Muttertrilogie“. Den ersten Teil stellt Suspiria (1977) dar, den dritten Teil The Mother of Tears (2007). Die Trilogie handelt von drei mächtigen Hexen, deren langfristiges Ziel es ist, die Herrschaft über die Erde zu erlangen.

## Handlung
Rose Elliott lebt als Poetin allein in New York City. Bei einem Antiquitätenhändler erwirbt sie ein Buch mit dem Titel Die drei Mütter, das von einem Alchemisten namens Varelli geschrieben wurde. Dieses handelt von drei bösen Hexen, die nach der Weltherrschaft streben und Mater Tenebrarum, Mater Lacrimarum und Mater Suspiorum genannt werden. Jeder diese Hexen besitzt ein eigenes Haus, die in Freiburg, Rom und New York liegen, und von Varelli erbaut worden sind. Rose vermutet, dass sie selbst in jenem Haus wohnt, welches der Mater Tenebrarum, der jüngeren der drei Schwestern, gehört. Ihren Verdacht schreibt sie ihrem in Rom studierenden Bruder Mark, der daraufhin beschließt, seine Schwester zu besuchen. In der Zwischenzeit findet Rose heraus, dass die Geschichten in dem Buch wahr sind und wird kurz darauf von einer monströsen Gestalt getötet. Mark, der kurz nach Roses Tod in New York eintrifft, beschließt den Fall aufzuklären. Im Wohnhaus trifft er auf den im Rollstuhl sitzenden, stummen Professor Arnold und dessen Krankenschwester. Im weiteren Verlauf werden alle Menschen, die Mark befragt oder die ihm helfen wollen, ermordet.
Mark findet heraus, dass Rose ihm in ihrem Brief verschlüsselt mitgeteilt hat, dass sich unter jener Etage ihres Wohnhauses ein Kriechboden befindet. Als er diesen untersucht, trifft er auf Professor Arnold, der ihm nach einem Kampf sterbend über einen elektronischen Sprachgenerator mitteilt, dass er in Wahrheit Varelli und somit der Erbauer der drei Häuser ist, und dass sie beobachtet werden. Mark entdeckt einen Schatten und folgt ihm. In einem Gewölbe findet er die Krankenschwester von Professor Arnold, die sich als Mater Tenebrarum zu erkennen gibt. Sie verwandelt sich in den leibhaftigen Tod und will Mark töten. Ein durch eine brennende Frau verursachtes Feuer verhindert das und brennt schließlich das Haus nieder. Die Hexe verbrennt augenscheinlich, während Mark entkommen kann.

## Kritiken
Die Kritiken zu Horror Infernal fallen zwiespältig aus.

Mit 61 % positiver Stimmen fällt die Bewertung auf Rotten Tomatoes eher durchschnittlich aus. Das Lexikon des internationalen Films urteilt ebenfalls eher negativ. 

„Ein Gruselstück, das in Spannungsaufbau und Kameraführung Könnerschaft verrät, aber mit seinen Blut- und Mordorgien abstößt.“

Positive Kritiken erhielt der Film allerdings in den Werken Die Angst sitzt neben Dir und Inferno Italia. Der italienische Horrorfilm:

„[…] ‚Horror Infernal‘ bietet, oberflächlich gesehen, wie alle anderen Streifen Argentos, nur eine hanebüchene dünne Geschichte von der (Horror-)Stange, doch wird diese in virtuoser Form verpackt und durch einige der beklemmendsten Szenen, die in letzter Zeit die Leinwand passierten, so schnell nicht wieder vergessen. […]“

„‚Horror Infernal‘ sticht aus allen anderen Werken Argentos hervor. […] Mit seinen in psychedelischen Farben beleuchteten Gängen, Fluren und Gassen besticht ‚Horror Infernal‘ als Argentos ultimative Version eines auf Film gebannten Alptraums.“